# Elvekum
Elvekum ist ein Stadtteil der Stadt Neuss, welcher zum Stadtbezirk Rosellen gehört und 319 Einwohner zählt. (Stand: 1. Januar 2013)

## Lage
Elvekum befindet sich auf einer Höhe von 38,13 m bis 40,82 m über NN. Östlich von Elvekum verläuft die Bundesautobahn 57. Südwestlich von Elvekum befindet sich der Stadtteil Allerheiligen.
Seit dem 15. November 1855 führt die Bahnlinie Köln-Neuss durch Elvekum.

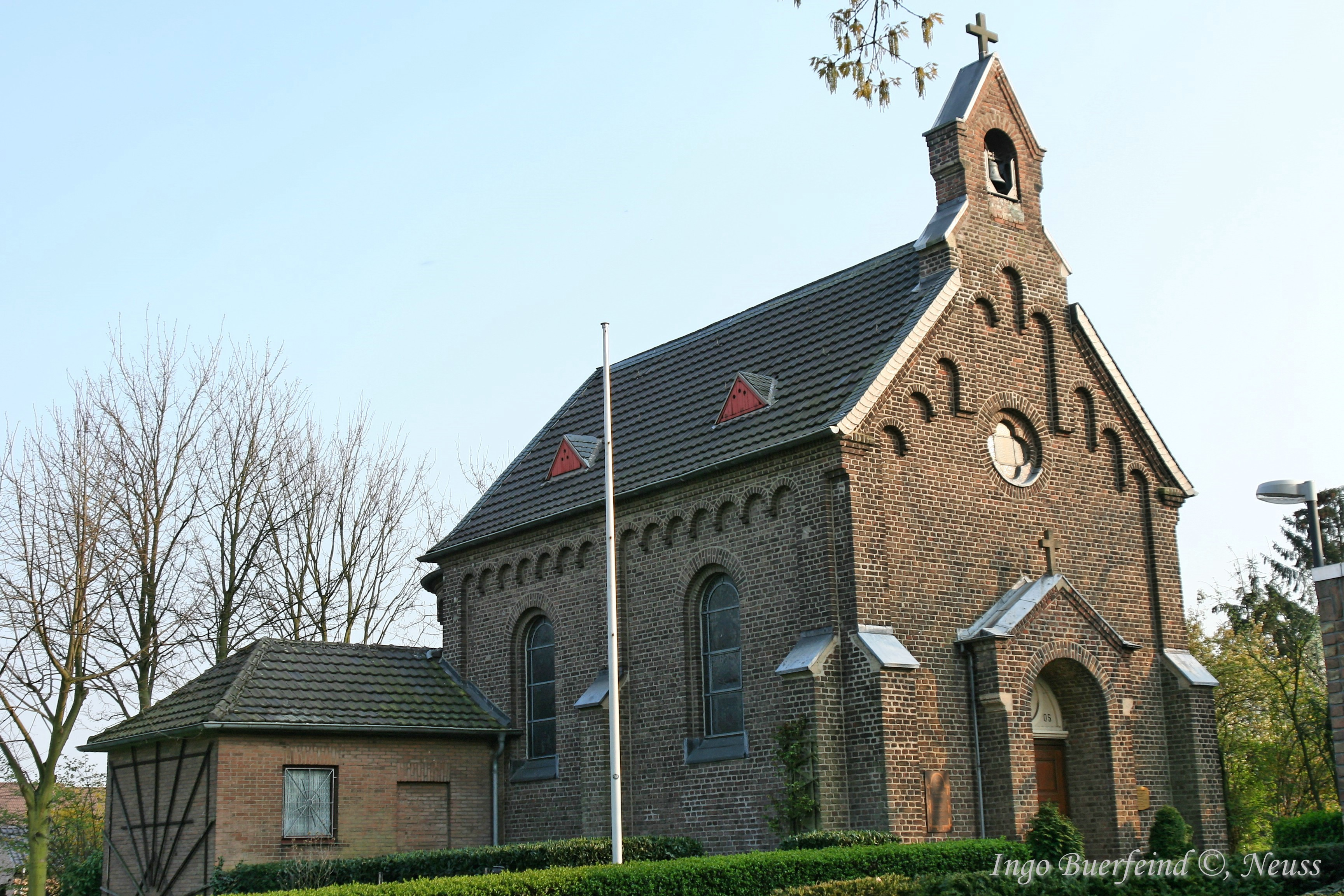
St. Aloysiuskapelle, erbaut 1904–1905

## Geschichte
Bereits aus der jüngsten Steinzeit konnten Bodenfunde im Raum Elvekum entdeckt werden. Der Ort wurde schriftlich erstmals 1181 als Elvechem bei der Gründung des Oberklosters Neuss erwähnt. 2006 feierte das Dorf seine 825 Jahre alte erstmalige schriftliche Erwähnung.
Sowohl politisch als auch kirchenrechtlich war Elvekum zwischen Rosellen und Norf geteilt. 1794 besetzten französische Revolutionstruppen das kleine Dorf. Elvekum kam an die Mairie Norf. Seit 1803 wurde die Aufteilung von Elvekum im kirchlichen Bereich beendet und der Ort wurde ein Teil von Rosellen. 1815 wurde Elvekum ein Teil des Königreichs Preußen und der Bürgermeisterei Norf.
Seit dem 15. November 1855 führt die Bahnlinie Köln-Neuss mitten durch Elvekum und teilt den Ort in zwei Bereiche. 1968 wurde die Teilung auch politisch beendet und Elvekum kam an die Gemeinde Rosellen im Amt Norf. Seit dem 1. Januar 1975 ist Elvekum ein Teil der Stadt Neuss.
Im Jahr 2004 hatte die Dorfgaststätte „von Zons“ ihr 100-jähriges Bestehen. Dieses wurde im Jahr 2005 gefeiert, ebenso wie das 100-jährige Bestehen der St. Aloysiuskapelle.

### Religion
Der überwiegende Teil der Bevölkerung ist katholisch. Zwischen 1904 und 1905 wurde von der Dorfbevölkerung eine katholische Kapelle errichtet. Nach ihrer Fertigstellung wurde diese am 14. Februar 1906 dem heiligen Aloysius geweiht. Am 20. Juni 1929 erteilte das Generalvikariat die Genehmigung, an allen Sonn- und Feiertagen eine Heilige Messe in Elvekum zu halten. Momentan wird – bedingt durch den Priestermangel – monatlich eine Messe gehalten (immer am Freitag nach dem zweiten Dienstag eines Monats).

### Bevölkerungsentwicklung
| Jahr | Bevölkerung |
| ---- | ----------- |
| 1998 | 284         |
| 2001 | 314         |
| 2002 | 304         |
| 2003 | 301         |
| 2004 | 301         |
| 2005 | 306         |
| 2006 | 306         |
| 2007 | 329         |
| 2008 | 324         |
| 2009 | 322         |
| 2010 | 321         |
| 2011 | 320         |
| 2012 | 320         |
| 2013 | 319         |

## Kultur und Freizeit
- Ehrenmal, erbaut 1950/1951 durch den Bildhauer Pabst aus Düsseldorf, geweiht am 17. Juni 1951
- Brunnen, rekonstruiert auf den Fundamenten des 1937 zugeschütteten, ca. 300 Jahre alten Dorfbrunnens
- Bilderstock
- Wegekreuz, errichtet 1855
- St. Aloysiuskapelle, erbaut 1904–1905 durch die Elvekumer Dorfbevölkerung. Geweiht am 14. Februar 1906.

### Bebauung
Der Ort hat 89 Häuser, davon stehen 19 Häuser westlich der Bahnlinie und 70 Häuser östlich davon.

## Vereine
- Verein „Einigkeit“ Elvekum 1920 e. V.
- Kapellenverein Elvekum e.V.
- St. Martinskomitee Elvekum

## Sport
- Streetbasketballplatz
- Bolzplatz
- Tischtennisplatte

## Wirtschaft und Infrastruktur

### Landwirtschaft
In Elvekum gibt es sechs Bauernhöfe, von denen nur noch drei landwirtschaftlich genutzt werden.

### Verkehr
Durch Elvekum bzw. an Elvekum vorbei führt die Buslinie 850. Sie fährt einerseits nach Rosellerheide über die S-Bahn-Station Neuss-Allerheiligen, anderseits fährt sie nach Uedesheim. Seit 2007 wird diese Linie größtenteils als Taxi-Bus betrieben; man muss ihn eine halbe Stunde vor Abfahrt telefonisch bestellen.